# Parco eolico di Maranchón
Il parco eolico di Maranchón (in spagnolo parque eólico de Maranchón), che si trova nella provincia di Guadalajara, in Spagna, è stato fino al 2009 il maggiore parco eolico come potenza in Europa, con 209,3 MW installati. Attualmente è stato relegato al secondo posto in seguito alla costruzione della Whitelee Wind Farm nei pressi di Glasgow (Scozia), da parte della ScottishPower, filiale della Iberdrola 
Il parco eolico di Maranchón è proprietà di Iberdrola

## Modelli installati
- Gamesa G 80-2MW